# Contradança

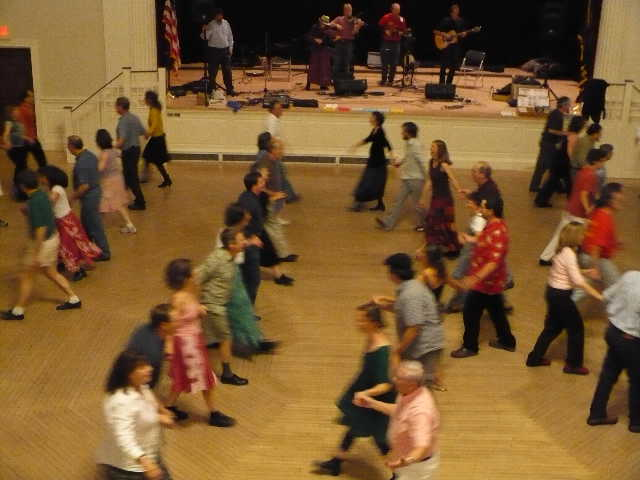
Contradança

Contradança é uma dança de ritmo rápido e compasso binário composto de várias seções de oito compassos que se repetem. Tem sua origem nas danças folclóricas da Grã-Bretanha, de onde estendeu-se por toda a Europa. Alcançou sua popularidade máxima no final do século XVIII, época em que foi utilizada em outros gêneros cênicos, como a ópera e o balé. Entre os compositores de música erudita que escreveram obras inspiradas na contradança estão Wolfgang Amadeus Mozart, Frédéric Chopin e Ludwig van Beethoven, com sua coleção de doze danças publicadas em 1803, em especial a de número sete e onze, que é utilizada ao final do balé As Criaturas de Prometeu (1801). 
É uma mistura de várias danças com melodias diversas. Tendo dado origem às quadrilhas, foi a contradança uma dança muito apreciada nos bailes do século XIX. A contradança se transformou na quadrilha, a valsa, a polca, a mazurca, a escocesa, o pas-de-quatre, etc.